# Karlheinz Schwuchow
Karlheinz Schwuchow (* 1958 in Oldenburg (Oldenburg)) ist ein deutscher Betriebswirtschaftler. Er ist seit 1999 Professor für Internationales Management und Leiter des CIMS Center for International Management Studies an der Hochschule Bremen.

## Biografie
Schwuchow wuchs in Großenkneten im Landkreis Oldenburg auf und besuchte das Dietrich-Bonhoeffer-Gymnasium im Ortsteil Ahlhorn. Nach dem Abitur und dem Wehrdienst studierte er Betriebswirtschaft an der Universität Bielefeld, dem ein Master of Business Administration (MBA) – Studium in den USA an der University of Georgia folgte. Er arbeitete von 1985 bis 1991 in der Führungskräfteentwicklung am Universitätsseminar der Wirtschaft (USW), der heutigen European School of Management and Technology  (ESMT) im Schloss Gracht und promovierte bei Hermann Simon zum Dr. rer. pol.
Von 1992 bis 1996 war Schwuchow in der Personal- und Managementberatung tätig, zunächst als Geschäftsbereichsleiter am  Institut für Personal- und Unternehmensmanagement (INPUT) in Paderborn, heute Teil der Haufe-Lexware-Gruppe, anschließend als Managing Associate bei der Strategieberatung der Computer Sciences Corporation CSC Index in San Francisco und in München. Danach baute er als Gründungsgeschäftsführer das Institut für Weiterbildung am Center for Financial Studies (CFS) in Frankfurt am Main auf. Er war dann als Bereichsleiter bei der Mummert + Partner Unternehmensberatung AG – heute Sopra Steria Consulting AG – in Hamburg für die Konzeption des Wissensmanagement verantwortlich. 1990 begründete Schwuchow mit Joachim Gutmann das Jahrbuch Personalentwicklung, das von 2017 bis 2022 unter dem Titel „HR-Trends“ erschienen ist.
Von 2001 bis 2004 war Schwuchow unter teilweiser Beurlaubung als Hochschullehrer Geschäftsführer der GISMA Business School in Hannover. Zwischen 2005 und 2007 war er Gründungsbeauftragter für das Center for Leadership, Innovation, and Change der Jacobs University Bremen. Im Herbst 2006 wurde er in den wissenschaftlichen Beirat der TiasNimbas Business School der Universität Tilburg und der Universität Eindhoven berufen und war im akademischen Jahr 2010/2011 wissenschaftlicher Leiter (Dean) der Limak Austrian Business School sowie Professor für Internationales Personalmanagement an der Johannes Kepler Universität in Linz/Österreich.
Seit 2016 ist Schwuchow Mitglied des Beirats des Center for Future Design der Universität für künstlerische und industrielle Gestaltung Linz (Kunstuniversität Linz). 2019 wurde er vom unabhängigen Forschungsinstitut The Conference Board mit Sitz in New York, dem weltweit mehr als 1.200 öffentliche und private Unternehmen sowie andere Organisationen angehören, zum Distinguished Principal Research Fellow Human Capital ernannt.
2010 lehrte Schwuchow im Rahmen einer Kurzzeitdozentur des DAAD am IIT Madras (Indian Institute for Technology) in Chennai/Indien; 2013 und 2023 an der USP Universität von Sao Paulo in Brasilien, 2016 an der Universität Stellenbosch in Südafrika. Seit 2019 lehrt er als Adjunct Professor regelmäßig an der Renmin University of China in Beijing/China.
Seine Arbeitsschwerpunkte sind u. a. Management Development, Internationales und Interkulturelles Personalmanagement sowie Strategie- und Organisationsentwicklung.

## Veröffentlichungen (Auswahl)
Autor und Herausgeber von über 30 Buchveröffentlichungen und mehr als 150 Zeitschriftenaufsätzen, u. a.:
- Weiterbildungsmanagement, Stuttgart 1992.
- Management-Lernen und Strategie (mit Hermann Simon), Stuttgart 1994.
- Executive Education (mit Reiner Neumann und Malte Mevissen), München 2003.
- Jahrbuch Personalentwicklung (mit Joachim Gutmann), Düsseldorf/Köln/Freiburg 1991–2016.
- HR-Trends (mit Joachim Gutmann), Freiburg 2017 - 2022.
- Internationales Personalmanagement, Freiburg 2018.
- Hidden Champions HR: Personalmanagement der Weltmarktführer (mit Joachim Gutmann), Freiburg 2022
- HR-Strategie: Demografie als Chance (mit Joachim Gutmann), Freiburg 2022